# Bürgerschaftswahl in Bremen 1987
- SPD: 54
- Grüne: 10
- FDP: 10
- CDU: 25
- DVU: 1

Die Bürgerschaftswahl in Bremen 1987 war die zwölfte Wahl zur Bürgerschaft in der Freien Hansestadt Bremen. Sie fand am 13. September 1987 statt.
Für die SPD kandidierte erstmals Klaus Wedemeier als Spitzenkandidat, der 1985 Hans Koschnick als Bürgermeister und Senatspräsident nachgefolgt war. Für die CDU kandidierte erstmals Reinhard Metz als Spitzenkandidat.

## Ergebnis
Die Wahlbeteiligung lag bei 75,6 Prozent. Die regierende SPD konnte ihre absolute Mehrheit erneut verteidigen. Die FDP konnte nach vier Jahren wieder in die Bürgerschaft einziehen. Neu in der Bürgerschaft war die Deutsche Volksunion (Liste D), die durch das Überspringen der Fünfprozenthürde in Bremerhaven in der Bürgerschaft vertreten war.
| Partei  | Stimmen | Prozent | Sitze (+/−) |
| ------- | ------- | ------- | ----------- |
| SPD     | 196.903 | 50,5    | 54 (−4)     |
| CDU     | 91.334  | 23,4    | 25 (−12)    |
| GRÜNE   | 39.839  | 10,2    | 10 (+5)     |
| FDP     | 39.078  | 10,0    | 10 (+10)    |
| Liste D | 13.299  | 3,4     | 1 (+1)      |
| REP     | 4.623   | 1,2     | -           |
| DKP     | 2.159   | 0,6     | -           |
| ASD     | 2.109   | 0,5     | -           |
| FAP     | 256     | 0,1     | -           |
| MLPD    | 200     | 0,1     | -           |